# S IMMO
Die S IMMO AG ist eine Immobilien-Investment-Gesellschaft und investiert in Immobilien in Österreich, Deutschland und Zentral- und Osteuropa. Das Immobilienvermögen belief sich zum Jahresende 2023 auf knapp 3,5 Milliarden Euro.
Die Immobiliengesellschaft notiert seit 1987 an der Wiener Börse.

## Geschichte
Am 19. Oktober 1987 startete das erste börsennotierte Immobilien-Wertpapier an der Wiener Börse – der s Immobilien-Fonds Nr. 1, der Vorläufer des heutigen s-Immo-Invest-Genussscheins. 2002 kam es zur Fusion der Sparkassen Immobilien Anlagen AG mit der Die Erste Immobilien AG. Nach einem Kapitalsplit (1:20) entstand aus der Die Erste Immobilien Aktie die S Immo Aktie, die erstmals am 28. Juni 2002 mit neuer Kennnummer an der Wiener Börse notierte.
Die S IMMO war von September 2017 bis November 2022 im ATX, dem Leitindex der Wiener Börse, vertreten.
CPI Property Group S.A. veröffentlichte am 21. November 2022, dass sie direkt und indirekt über die IMMOFINANZ AG insgesamt 88,37 % am Grundkapital der S IMMO hält.

## Immobilienportfolio
Das Portfolio der S IMMO AG umfasst Wohn-, Büro-, Geschäftsflächen und Hotels in Österreich, Deutschland, Slowakei, Tschechien, Ungarn, Rumänien und Kroatien. Das Immobilienportfolio besteht per Jahresende 2023 aus 244 Objekten auf einer Gesamtmietfläche von 1,5 Mio. m² und repräsentiert ein Immobilienvermögen von 3.477,6 Mio. Euro. Nach Buchwert betrachtet, bildeten Objekte in Deutschland einen Anteil von 15,7 % des Portfolios, die Immobilien in Österreich 22,0 % und die Objekte in Zentral- und Osteuropa machten 37,7 % aus. Zum 31. Dezember 2023 bestand das Portfolio zu 67,2 % aus Bürogebäuden, zu 19,4 % aus Geschäftsimmobilien, zu 6,1 % aus Wohnobjekten und zu 7,3 % aus Hotels. Der Vermietungsgrad des Gesamtportfolios lag bei 90,6 %. Die Gesamt-Mietrendite belief sich auf 6,8 %.